# Arno Bieberstein
Arno Bieberstein (n. 17 octombrie 1886, Magdeburg, Imperiul German – d. 4 octombrie 1918, Magdeburg, Imperiul German) a fost un înotător german, medaliat olimpic. A participat la o ediție a Jocurilor Olimpice (1908) în care a câștigat o medalie de aur.

## Participări
Lista de mai jos prezintă principalele competiții la care a participat Arno Bieberstein de-a lungul carierei.
- swimming at the 1908 Summer Olympics – men's 100 metre backstroke[*]